# Цалка
Цалка (груз. წალკა) је град у Грузији, у регији Доњи Картли. Према процени из 2014. године, у граду је живело 2.326 становника.

## Становништво
Према процени, у граду је 2014. године живело 2.326 становника.
| 1989. | 2002. | 2014  |
| ----- | ----- | ----- |
| 8.043 | 1.741 | 2.326 |